# Myurium quinquefarium
Myurium quinquefarium là một loài Rêu trong họ Myuriaceae. Loài này được Thér. mô tả khoa học đầu tiên năm 1921.